# Дорфл
Дорфл е литературен герой от поредицата „Светът на диска“ на британския писател Тери Пратчет.
Дорфл всъщност е голем. По време на събитията, описани в „Глинени крака“, той е освободен от капитан Керът Айрънфаундерсън, претърпява тежки повреди при сражението си с голема-крал, и е изпечен наново, като при това му е даден глас (рядкост сред големите). В крайна сметка той постъпва в Анкх-Морпоркската градска стража като полицай. Командирът ѝ Самюел Ваймс успокоява разтревожените от това граждани с понятни им принципи – „Навсякъде големите вършат мръсните и гадни работи, нали?“
Дорфл става първият на Диска керамичен атеист, за най-голямо неудоволствие на всеки бог, който предпочита да решава проблемите си с мълнии. (Всъщност, Дорфл е охотно готов да повярва в кой да е бог, стига съществуването му да бъде доказано с логични аргументи. Просто мълнията за него не е аргумент, още по-малко убедителен – нова полицейска значка наместо разтопената се получава лесно.)
За да се избегнат недоразумения, Дорфл официално получава документ, който го обявява за „жив“. Той е вероятният основател на Тръста на Големите, въпреки че това никъде не е споменато изрично.
Дорфл говори с думи, Които Се Пишат С Главни Букви – и обикновено третира значението на думите доста буквално. Например, той би се затруднил да доведе зомби, ако му е наредено „Доведи ми го жив“ – друго е обаче при заповед „Доведи ми го жив или мъртъв“...
Големите в произведенията на Пратчет са пародия на роботите в научната фантастика. А конкретно Дорфл – и на героите от филмите „Робокоп“ и „Терминатор 2“.